# Landgericht Kirchenlamitz
Das Landgericht Kirchenlamitz war ein von 1812 bis 1879 bestehendes bayerisches Landgericht älterer Ordnung mit Sitz in der oberfränkischen Stadt Kirchenlamitz.

## Sprengel
Der Sprengel bestand aus den Orten Dörflas, Dürnberg, Franken, Großwendern, Grün, Hebanz, Kirchenlamitz, Ludwigsfeld, Marktleuthen, Neudes, Niederlamitz, Oberröslau, Raumetengrün, Reicholdsgrün, Voitsumra und Weißenstadt zusammengesetzt war.

## Geschichte
Bereits zur Zeit des Fürstentums Bayreuth, zu dem der Ort Kirchenlamitz bis 1791 gehörte, gab es hier ein Gericht. Nachfolgend kam der Ort zum Königreich Preußen. Nach vierjähriger französischer Besetzung gelangten der Ort und die Burg 1810 zum Königreich Bayern. Im Zuge der Neuorganisation des Königreichs wurde 1812 das Landgericht älterer Ordnung gegründet. Anlässlich der Einführung des Gerichtsverfassungsgesetzes am 1. Oktober 1879 wurde das Landgericht aufgelöst und ein Amtsgericht Kirchenlamitz gebildet, dessen Übergeordnete Instanz war das Landgericht Hof.
Nach der kriegsbedingten Herabstufung des Amtsgerichts Kirchenlamitz zur Zweigstelle des Amtsgerichts Wunsiedel und der Bestätigung dieser Maßnahme im Jahre 1956, erfolgte auf Anweisung des Bayerischen Staatsministers der Justiz am 1. Juli 1959 die endgültige Aufhebung des Kirchenlamitzer Gerichts.

## Gebäude
Das Landgericht Kirchenlamitz war im Schloss Kirchenlamitz untergebracht.